# Partit Humanista
El Partit Humanista és un partit polític espanyol fundat l'any 1984. i és membre en l'actualitat de la Internacional Humanista.

## Història
Fundat a Espanya per Rafael de la Rubia, Antonio Elegido González Quevedo, Ernesto H. De Casas De La Torre, Miguel Ángel González Molto i José Caballero (Pepe Prako) l'any 1984, fou inscrit al Registre de Partits Polítics el 16 de maig d'aquell mateix any. A l'abril de 1986 va participar al costat del Partit Comunista d'Espanya (PCE), el Partit Comunista dels Pobles d'Espanya (PCPE), Partido de Acción Socialista (PASOC), Izquierda Republicana (IR), la Federación Progresista (FP) i el Partit Carlí en la fundació d'Izquierda Unida, abandonant més tard la formació a petició dels seus socis de coalició acusant-lo d'haver restat vots a la coalició en els comicis. Per la seva banda, el Partit Humanista acusà al PCE de «comunistitzar» Esquerra Unida després de la sortida del partida de la coalició. A Espanya aconseguí xifres de suport entorn els 3000 seguidors cap al 2001 o 2500 al 2003. L'any 2014 aconseguí 15.278 vots a les eleccions al Parlament Europeu. i, l'any 2015, 2.907 a les eleccions generals espanyoles.

## Alguns resultats electorals

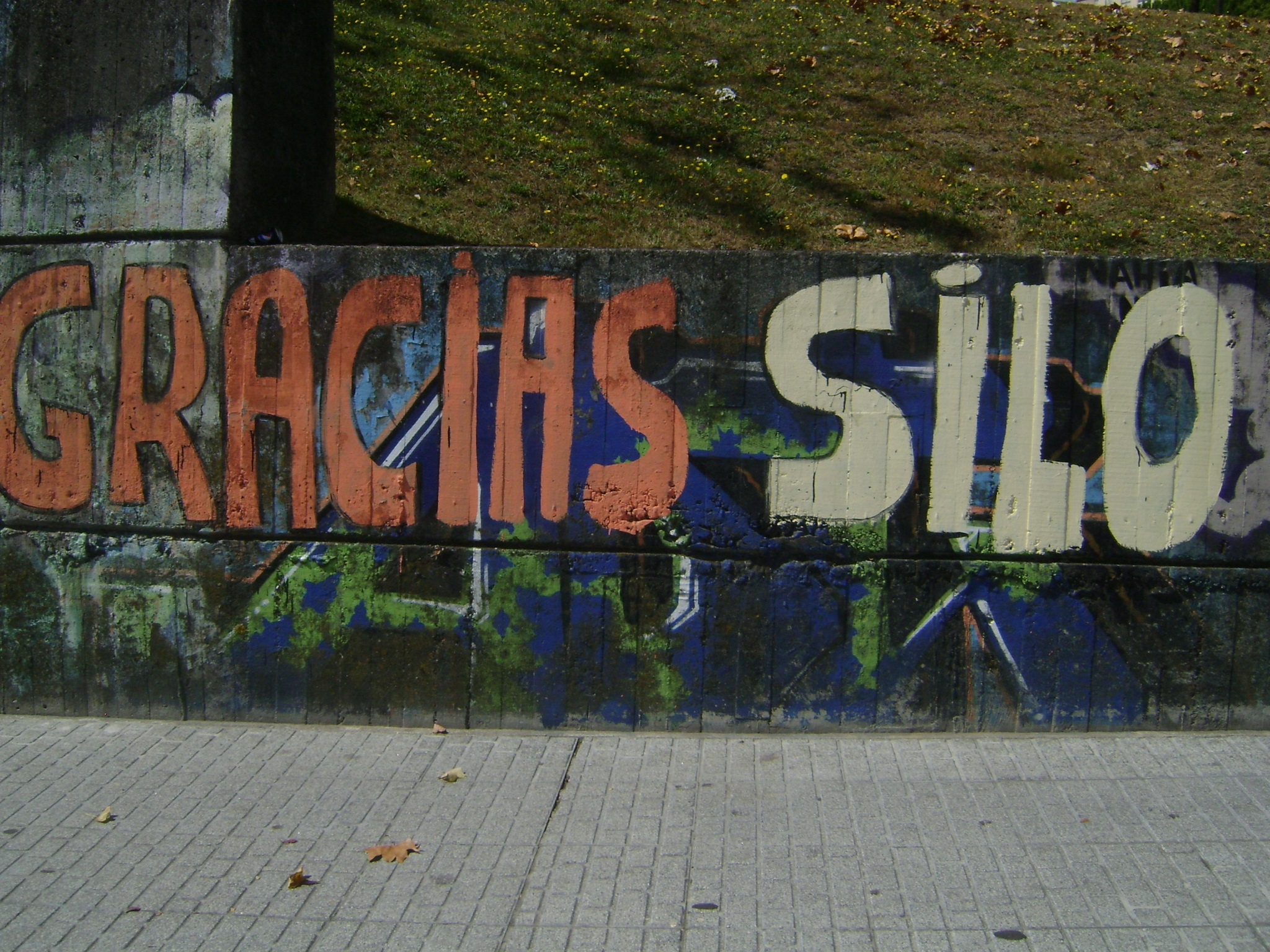
Grafitti a La Corunya donant suport a Silo, fundador del Moviment humanista.

A les eleccions al Parlament europeu de 1987 va concórrer en una coalició que va obtenir 22.333 vots, els seus millors resultats al costat dels obtinguts en les eleccions locals d'aquest mateix any, amb 28.489 vots.
Corts Generals
- 1989: 15.936
- 1993: 8.834
- 1996: 13.482
- 2000: 19.683
- 2004: 21.758
- 2008: 9.056
- 2011: 10.047
- 2015: 2.907

Parlament Europeu
- 1989: 19.358
- 1994: 7.499
- 1999: 12.415
- 2004: 3.923
- 2009: 7.009
- 2014: 15.278